# 하야카와 도모노부
하야카와 도모노부(일본어: 早川 知伸, 1977년 7월 11일 ~ )는 일본의 전 축구 선수이다.

## 구단 경력
2000년 우라와 레즈에 입단하였다. 2003년 요코하마 FC로 이적했다. 2008년 제프 유나이티드 지바로 임대 이적했다. 2003년부터 2010년까지 요코하마 FC에서 218경기에 나서 12득점을 넣었다. 2010년후 현역 은퇴.

## 지도자 경력
2021년 요코하마 FC의 감독으로 취임하였다.